# TABOO (アルバム)
『TABOO』（タブー）は、日本のロックバンドであるBUCK-TICKの4枚目のオリジナル・アルバム。
1989年1月18日にビクター音楽産業のInvitationレーベルよりリリースされた。前作『SEVENTH HEAVEN』（1988年）よりおよそ7か月ぶりとなる作品であり、作詞は櫻井敦司および今井寿の他に初めてヤガミトールによる作詞曲が収録され、作曲は今井および前作に続き星野英彦の制作曲が収録されている。
レコーディングはロンドンにて行われ、バンドとして初の日本国外レコーディングとなったほか、BUCK-TICKのアルバムとしては初めてオーウェン・ポールという外部のプロデューサーを起用している。今井の発想による「TABOO」という言葉から制作が開始され、バウハウスやザ・キュアーなどのニュー・ウェイヴおよびゴシック・ロックに傾斜した音楽性を打ち出し、その後幾度かの変遷を経ていくバンドの音楽性の最初の転換となった作品である。
BUCK-TICKとしては初のタイアップとなる、日本ビクターのCDラジオカセットレコーダー「CDian」のコマーシャルソングとして使用された先行シングル「JUST ONE MORE KISS」が収録されており、本作はオリコンチャートにて初登場1位を獲得、BUCK-TICKとしては初めて総合で1位を獲得した作品となった。
本作を受けたコンサートツアー中に今井がLSD使用による麻薬取締法違反容疑で逮捕され、以後ツアーは中断されバンドは半年間の謹慎期間に入ることとなった。

## 背景
前作『SEVENTH HEAVEN』（1988年）リリース後、夏期期間中は様々なイベントライブに出演、9月より次作アルバムのレコーディングがロンドンで行われることが決定し、パスポートが必要となったメンバーは住民票を群馬県から東京都に移すこととなった。しかし、ロンドンに出発する日の朝、櫻井敦司は寝坊し大遅刻をする。レコーディング中の9月21日には、グレイ・ハウンドというライブハウスのステージ上で10曲演奏。レコーディングはおよそ1か月程度行われ、帰国から間を置かずにコンサートツアーが開始。
コンサートツアー名は「SEVENTH HEAVEN TOUR」と題し、1988年10月11日の戸田市文化会館公演から1989年1月19日、1月20日の日本武道館2日間連続公演まで、36都市全40公演が行われた。すでに本作のレコーディングが終了しているにも拘わらず、同ツアーは前作収録曲を中心としたセットリストであったため、メンバーは新曲を披露できないことに対して欲求不満を覚えることとなった。また、1か月間集中して本作を制作していたため、前作収録曲を忘れてしまっており、カンを取り戻すのにかなり苦労したとメンバーは述べている。ツアーファイナルには初の日本武道館公演を達成、最終日となる1月20日の公演では前作ではなく前日にリリースされたばかりの本作収録曲を中心としたセットリストで公演が行われた。
また、10月26日にリリースされた先行シングル「JUST ONE MORE KISS」はオリコンチャートにて初登場6位を獲得。同曲は日本ビクターのCDラジオカセットレコーダー「CDian」のコマーシャルソングとして使用され、ヒット作となったことにより12月31日の第30回日本レコード大賞にてBUCK-TICKは新人賞を受賞することとなった。

## 録音、制作
レコーディングは1988年9月2日から10月1日までロンドンで行われた。BUCK-TICKとしては初めてオーウェン・ポールという外部の人物にプロデュースを依頼することとなった。本作はデモテープの段階でかなり作り込まれており、曲のイメージがメンバーに伝わりやすかったと樋口豊は述べている。今井寿はリズムボックスなどの録音機材が以前より良質なものになったことでニュアンスが伝わりやすくなったと述べている。
ヤガミトールは自著『ヤガミ・トール自伝「1977」』において、「俺たちは日本人のプロデューサーを付けたくなかったし、そういう色に染まりたくなかった」という理由でセルフプロデュースを続けてきたと述べ、本作制作時にはバンドの方向性も定まってきていたが、レコード会社の制作スタッフはそれはそれで「音楽性の幅が狭くなる」ことや「新しい刺激がなくなる」という問題が生じると判断し、UKチャート3位を獲得したこともあるシンガーソングライターであり新進気鋭のプロデューサーでもある、ヤガミと同い年であったスコットランド人のポールを起用することを打診してきた。実際に会った感想としてヤガミは「26なのに、頭の中にロックの教科書がすべて入ってるみたいな感じ」で「とんでもなかった」と述べたほか、同年齢とは思えなかったと発言している。
ポールはレコーディング前からメンバーに対して個別に「どんな音楽が好きで、好きなミュージシャンは誰か?」というリサーチを行い、メンバーからの回答によって「ちょっと暗めなイメージで、ドラムの音もバウハウス的というかデッドな方向」というレコーディングの方向性をあらかじめ決定していた。またポールとスタッフは「全曲作ってくること」と「きちんと練習してくること」を約束していたが、当時のメンバーは夏のイベントライブへの出演や取材などで練習ができず、超過密スケジュールであったことから事前の準備が何も出来ていないままロンドンに到着していたために、ポールと初対面でありながら「すぐ録れるような状態にしてくるって約束だっただろ!」と叱責されることとなった。また、詞が全く完成していなかったため、作詞はロンドンで行われた。その他、櫻井敦司はロンドンに「暗い」「退廃的」など自分なりの好ましいイメージを抱いていたが、いざ着いてみると毎日快晴でカラッとしており、「ちょっとがっかりした」と述べている。
ヤガミがドラムのチューニングをしていた際にポールから「NO! おまえはこのスタジオのことを何もわかっていない」と言われ、ポールはエンジニアと共に2人で2日かけてチューニングを行った。ヤガミが何故音決めに時間を掛けているのか尋ねたところ、ポールは「これがベーシックな（土台の）音になるからだ。俺たちはどんなに音が重なっても絶対に音が抜けるよう考えて、それぞれの音を作っている。だから時間がかかるんだ」と回答、メンバーは「なるほど。そういうところから音を組み立てていくのか」と感心した。また、今井はアルペジオが上手く弾けなかったが、ポールから「この指とこの指がちゃんと押さえられていないから音がビビるんだ」と教えられ、「もう本当に先生。ギターも普通に上手い」とヤガミは感心したと述べている。毛布を使ってドラムをデッドな音にするのもヤガミにとっては初体験のことであり、「今でもオーウェンに学んだ手法はいろんなところで活きてるよ。レコーディングもまずドラムの音をしっかり決めてから、その上に重ねていくし。それってロンドンスタイルを踏襲してるってことだよね」と述べている。また、今井はあまり人前で感情を表さないタイプのため、表現の大きい外国人にはテイクにOKを出した後に今井がそれに満足しているのかわからず、ポールは必ず「ヒサシはOKなのか?」と尋ねてきたという。ポールおよびレコーディング・エンジニアは共に卓球が趣味であったため、櫻井とヤガミは卓球をしながらスタッフとコミュニケーションを深めたと述べ、また櫻井とヤガミで卓球の試合をした結果ヤガミが勝利したと述べている。
ロンドンには1か月ほど滞在したが、『PATi PATi』や『B-PASS』などの雑誌編集者がロンドンまで取材をしに行ったため、実際にレコーディングできたのは20日ほどとなった。ヤガミは「田舎の方までロケに行ったし、ロンドンに行ってもこういうことをやるのかと思いつつ、音楽的には新しいことをいっぱい吸収できたから上機嫌」であったと述べている。「このままいけばいいアルバムになりそうだし、新しい刺激も受けてバンドもいい方向に進みそう。さらにバンドを取り巻く環境も絶好調」と思っていたが、本作を受けたツアー中に今井が事件を引き起こすこととなった。レコーディング中は1日しかオフがなく、その唯一のオフの日はメンバー全員でキングス・ロードに行くこととなった。しかし、前日のレコーディングが遅くまでかかったこともあり、行動開始が15時過ぎになったため、18時ごろには店が閉まってしまいたいした買い物ができなかったと述べている。

## 音楽性とテーマ
今井は本作のテーマとして、「ダーク、ハード、スリリング、メロディ、不協和音」という単語のイメージが常にあったと述べ、4枚目のアルバムだからということではなく、以前からダークな作品を作りたいという欲求があったとも述べている。また、メジャーデビュー後の2枚のアルバムがポップすぎて「歌謡曲っぽい」と言われた反動でマニアックなアルバム制作を目指したとも述べている。櫻井はバンドとしての得意なものやセールス・ポイントを初めて形にしたのが本作であると述べている。また、前作を制作する以前からダークなイメージは持ち合わせていたが、結果として前作がポップな作品となったことへの反動もあり、「ヘヴィで内面的なモノを出したかった」と述べたほか、前作制作時から自身の望む方向性が分かり始め、櫻井のワガママによって本作が実現したことに関して、「ダークでハードな事がやりたくて、それができた」と櫻井は述べている。しかし、櫻井と今井の間で事前の打ち合わせなどは行われておらず、無言の了解で共に共通したイメージを持っていたという。ヤガミおよび星野英彦は、当初もっとマニアックな作品になると考えていたが、結果としてそうはならなかったことに関して、ヤガミはロンドンであろうがプロデューサーを起用しようが5人でやれば基本的に変わらない形になると述べている。本作では櫻井が全体の半数を超える作詞を手掛けているが、これは多忙のために今井が作曲だけでも困難な状態であったことから、徐々に櫻井が担当するようになった経緯があると述べている。
「TABOO」という言葉に関して今井は、元々「ハード」や「ダーク」というイメージから着想されたものであり、櫻井と共通していた部分は「TABOO」という言葉のみであったと述べている。東京にいた時点で櫻井は「SEX FOR YOU」や「EMBRYO」などの歌詞が頭に浮かんでいたが、今井から出された「TABOO」がすべてを内包する言葉であると確信したと述べている。今井はそれまでの作品から変化をもたらしたい、前作の続きは制作したくないという欲求が常にあり、曲もメロディから制作するなどそれまでとは異なる手法で制作している。当初は収録曲である「TABOO」を最終曲にしようと思っていたが、櫻井から「あの曲が最後だと死んじゃうよ。苦しいよ」と言われたことを切っ掛けに、最終曲を「JUST ONE MORE KISS」に変更したと述べている。櫻井は音質面から言っても「JUST ONE MORE KISS」は最終曲の位置しかあり得ないと述べ、仮に1曲目に収録した場合は「そこでアルバムが完結してしまう」「あの曲の終りには曲がないだろう」と述べたほか、本作は「TABOO」で一度完結し、そこから「JUST ONE MORE KISS」が始まる曲順が「いちばんベストだと思ったんです」とも述べている。レコーディングが終了し、帰国後にZIGGYのドラマーである大山正篤に本作を聴かせたところ、まるで洋楽のようであるとコメントされた。
書籍『BUCK-TICK ~since 1985-2011~ 史上最強のROCK BAND』では、前作で表出したダークな方向性を進化させた上にニュー・ウェイヴの耽美的要素を深く取り入れた作品であると記したほか、堕胎や切り裂きジャックなどタブーな内容の楽曲が多く収録されており、「非常に刺々しい作品となっている」と記している。書籍『B-T DATA』では、初の日本国外レコーディングであることやインダストリアルビートを取り入れた「ICONOCLASM」など硬質なサウンドへの変化とダークな世界観の曲が増加したことを指摘した上で、「ANGELIC CONVERSATION」のように「風通しのいい曲も光る」と記されている。。

## リリース
1989年1月18日にビクター音楽産業のInvitationレーベルから、LP、CD、CTの3形態でリリースされた。CDの初回限定版はピクチャーレーベル仕様となっている。
2002年9月19日には、ビクターエンタテインメントのHAPPY HOUSEレーベルから比留間整監修によるデジタルリマスター版がリリースされ、初回限定盤にはジャケットサイズのオリジナルステッカーが付属されたほか、ボーナス・トラックとして「JUST ONE MORE KISS (Climax Together Live)」および「TO SEARCH (single version)」の2曲が追加収録された。
2007年9月5日には生産限定品として、ビクター所属時代のアルバム全12作品のデジタルリマスター版が紙ジャケット仕様でリリースされた。同版には携帯サイズのロゴステッカー・シートが封入されたほか、全タイトルを一括購入すると先着で全タイトル収納ケースがプレゼントされるキャンペーンが行われた。
BUCK-TICKの作品としては、LPレコード（アナログ盤）がリリースされた最後の作品となった。次作『悪の華』（1990年）ではLP盤はリリースされなかったが、コンプリートボックスとしてリリースされた復刻版『惡の華 -Completeworks-』（2015年）において同作のLPが新たに制作されたため、同梱特典としてではあるものの本作のLP盤以来約26年ぶりのLPレコードがリリースされることとなった。

## アートワーク
本作のアートワークはグラフィックデザイナーのサカグチケンが手掛けている。当時はコンピュータグラフィックスが普及していない時代であったが、サカグチは印刷会社に依頼してレスポンスという機械の中で合成してデザインを制作した。作業は最初に目を撮影した後にドローイングを行い、さらにそのモチーフを撮影、揃った素材を合成して完成させるという行程で行われた。後の時代ではMacintoshなどで簡単に制作が可能であるが、当時はその技術がないために初めての手法を駆使して制作が行われたとサカグチは述べている。当時のサカグチはメンバーと打ち解けていなかったため、メンバーによるデザインの評価は聞く機会がなかったと述べている。

## メンバーの逮捕とツアー中断
本作を受けたコンサートツアーは、「TABOO TOUR」と題して1989年3月22日の立川市市民会館公演から4月20日の高知県立県民文化ホール公演まで、13都市全13公演が行われた。高知県立県民文化ホール公演終了後の4月21日に、羽田空港に到着した際にLSD使用による麻薬取締法違反容疑で今井は逮捕されることとなった。当日はライブビデオ『Sabbat I』および『Sabbat II』の発売日であり、当時は自主回収などの措置も取られなかったために逆に宣伝となり売上チャート1位を獲得することとなった。この件を受け、本来であれば5月31日に群馬音楽センターにて最終公演が行われる予定であった同ツアーは、残り19本の公演すべてが中止となった。また、今井以外のメンバーは全員半年間の活動自粛となった。
同年7月17日には今井からファンに向けてのメッセージが公表され、ビクター音楽産業の5階会議室にて急遽メンバーへのインタビューが行われた。今井が逮捕された当初、メンバーは同じく空港内にいたが罪状が分からず、警察側も公表しなかったため各自が自宅でニュース番組を通じて知ることになったという。当日のことをヤガミは著書『ヤガミ・トール自伝「1977」』にて述べており、空港に着いた際に黒服の人物が数名近づいてきた状態で何が起きたのかもわからず帰宅、テレビのニュース番組で全容を把握したがそのまま自宅待機となり、マスコミが家に押しかけてくるために外出もできない状態に陥ったという。ヤガミは自宅待機中に事件の影響で契約も切られ事務所からも解雇されると推測し、新宿ロフトからの再度の出発あるいはインディーズでの活動からのやり直しを覚悟したと述べている。また謹慎期間を受けて樋口は、「いや、焦るよりも、むしろこれでしばらく忙しくなくなる」、「ようやく自分たちの在り方みたいなものをゆっくり考えることができるな、って思いましたね」と述べたほか、ヤガミはそれまでに自分たちを客観的に見る余裕ががなかったと述べた上で「逆にあの事件がなくて、ずっとそのままのペースでいってたら、きっとそっちの方がバンドとしてヤバかったかもしれない」と述べている。今井には後に懲役6ケ月執行猶予3年という判決が下された。一部媒体では今井が薬物を乱用していたと報道されたが、これに対し櫻井は本人が否定も肯定もできない状態であることから一部報道に対して憤慨したと述べている。当初は今井以外の4人で「X-BEAT」というバンド名に改名して活動再開するという報道が一部週刊誌で出されたが、ヤガミは今井を除外するくらいであれば今井も含めてインディーズでの活動も検討していたと述べている。逮捕された当初、今井は「（自分が）捕まっても別に誰も騒がないんじゃないかな」と考えていたが、刑事から見せられた数々の週刊誌に記載された記事を読み、世間的に大騒ぎになっていることを自覚したと述べている。
LUNA SEA所属のJは当時ほぼ洋楽しか聴いていない状態であったが、事件が本作を聴く切っ掛けになったと述べている。今井の逮捕を知った翌日に学校へ行くと、同級生たちは「本物だよー!」と騒いでおり、BUCK-TICKを全く聴いていなかったパンク好きの先輩が「見たあ、今朝の新聞!? イカシてるよー」、「時代はBUCK-TICK!」など大騒ぎになっていたとも述べている。

## 批評
| 専門評論家によるレビュー | 専門評論家によるレビュー |
| レビュー・スコア         | レビュー・スコア         |
| 出典                     | 評価                     |
| ------------------------ | ------------------------ |
| CDジャーナル             | 肯定的                   |

音楽情報サイト『CDジャーナル』では、ロンドンでのレコーディングやチャート1位となった出世作であることに触れた上で、「ダークで妖艶なロマンチシズムを持つ彼らのサウンドが確立された作品」であると肯定的に評価している。

## チャート成績
本作はオリコンチャートにて初登場1位を獲得した。本作は予約の時点で売り上げ枚数25万枚となっていた。最終的に登場回数は18回で、売り上げ枚数は30万枚となった。これにより、BUCK-TICKの作品としては初めて総合で1位を獲得することとなった。
本作の売り上げ枚数はBUCK-TICKのアルバム売上ランキングにおいて4位となっている。また、2022年に実施されたねとらぼ調査隊によるBUCK-TICKのアルバム人気ランキングでは4位となった。

## 収録曲

### 一覧
全編曲: BUCK-TICK。
| #         | タイトル        | 作詞      | 作曲      | 時間  |
| --------- | --------------- | --------- | --------- | ----- |
| 1.        | 「ICONOCLASM」  | HISASHI   | HISASHI   | 3:01  |
| 2.        | 「TOKYO」       | ATSUSHI   | HISASHI   | 4:22  |
| 3.        | 「SEX FOR YOU」 | ATSUSHI   | HISASHI   | 4:13  |
| 4.        | 「EMBRYO」      | ATSUSHI   | HISASHI   | 3:56  |
| 5.        | 「"J"」         | HISASHI   | HISASHI   | 4:22  |
| 合計時間: | 合計時間:       | 合計時間: | 合計時間: | 19:54 |

| #         | タイトル                                                            | 作詞      | 作曲      | 時間  |
| --------- | ------------------------------------------------------------------- | --------- | --------- | ----- |
| 6.        | 「FEAST OF DEMORALIZATION」                                         | TOLL      | HIDEHIKO  | 4:17  |
| 7.        | 「ANGELIC CONVERSATION」                                            | HISASHI   | HISASHI   | 5:39  |
| 8.        | 「SILENT NIGHT」                                                    | ATSUSHI   | HISASHI   | 3:24  |
| 9.        | 「TABOO」(Interlude melody taken from "TABOO" by Lecuona Margarita) | ATSUSHI   | HISASHI   | 4:00  |
| 10.       | 「JUST ONE MORE KISS」                                              | ATSUSHI   | HISASHI   | 5:04  |
| 合計時間: | 合計時間:                                                           | 合計時間: | 合計時間: | 22:24 |

| #         | タイトル                                                            | 作詞      | 作曲      | 時間  |
| --------- | ------------------------------------------------------------------- | --------- | --------- | ----- |
| 1.        | 「ICONOCLASM」                                                      | HISASHI   | HISASHI   | 3:01  |
| 2.        | 「TOKYO」                                                           | ATSUSHI   | HISASHI   | 4:24  |
| 3.        | 「SEX FOR YOU」                                                     | ATSUSHI   | HISASHI   | 4:13  |
| 4.        | 「EMBRYO」                                                          | ATSUSHI   | HISASHI   | 3:57  |
| 5.        | 「"J"」                                                             | HISASHI   | HISASHI   | 4:25  |
| 6.        | 「FEAST OF DEMORALIZATION」                                         | TOLL      | HIDEHIKO  | 4:20  |
| 7.        | 「ANGELIC CONVERSATION」                                            | HISASHI   | HISASHI   | 5:41  |
| 8.        | 「SILENT NIGHT」                                                    | ATSUSHI   | HISASHI   | 3:25  |
| 9.        | 「TABOO」(Interlude melody taken from "TABOO" by Lecuona Margarita) | ATSUSHI   | HISASHI   | 4:02  |
| 10.       | 「JUST ONE MORE KISS」                                              | ATSUSHI   | HISASHI   | 5:12  |
| 11.       | 「JUST ONE MORE KISS (Climax Together Live)」                       | ATSUSHI   | HISASHI   | 5:24  |
| 12.       | 「TO SEARCH (single version)」                                      | HISASHI   | HISASHI   | 4:56  |
| 合計時間: | 合計時間:                                                           | 合計時間: | 合計時間: | 53:00 |

### 曲解説
1. 「ICONOCLASM」
リフの最初から最後までベースが同じフレーズを演奏する曲を制作したかったと今井は述べている[2]。また、本作のイメージは「鉄と不協和音」であると今井は述べ、本曲を1曲目にしたのは勢いをつけたかったという理由と、リスナーの予想やイメージをすべて裏切りたかったからであると述べている[37]。その他、本曲はニッツァー・エブなどのエレクトロニック・ボディ・ミュージックに影響を受けて制作されており、今井はSOFT BALLETよりも少しだけ早かったと述べている[15]。本曲はロンドンで一番初めに作詞されたが、作詞時に日本語が全く浮かばず、英語詞にしようと辞書をめくった際に「Iconoclasm」という単語が目に入ったため、本曲のイメージと合致したことから内側から反発するような英単語を並べて歌詞にしており、文法は全く考えていないと今井は述べている[37]。櫻井は本曲に関して、モーターが作動して大きな物が動き出す、イグニッションコイルを回しているようなイメージを持ったと述べている[37]。また櫻井は英語の発音は気にせずに、意味よりも声のトーンで不気味さを演出して別人格を出してみた感じであると述べ、「淡々と歌を破壊してるんです」とも述べている[37]。
トリビュート・アルバム『PARADE〜RESPECTIVE TRACKS OF BUCK-TICK〜』（2005年）において、Jによるカバーが収録[38]、また『PARADE II 〜RESPECTIVE TRACKS OF BUCK-TICK〜』（2012年）においてはD'ERLANGERによるカバーが収録[39][40]、さらに『PARADE III 〜RESPECTIVE TRACKS OF BUCK-TICK〜』（2020年）においてはBRAHMANによるカバーが収録されている[41][42][43]。
2. 「TOKYO」
本曲はロンドンで作詞され、ロンドンから見た東京を一つのフィクションとして思い浮かべて書いたと櫻井は述べている[2]。また、櫻井は東京に滞在していたら書けなかった歌詞であると述べ、東京は個人的に世界で一番魅力的な街であると述べた上で、「それが行きすぎてしまうと、あとは壊れるしかない。いつも独創的で刺激的であってほしけれど」とも述べている[37]。櫻井は自室から見える高層ビル群がドラマチックであると述べ、近代化された街が人間の手に負えなくなり崩れていくイメージを歌詞にしたと述べ、またレコーディング中にスケールが肥大化していったために最も作詞が難航した曲であるとも述べている[37]。
3. 「SEX FOR YOU」
プロデューサーのポールがコンガを叩いている。ヤガミが叩いていたところ、「良い音じゃないから駄目だ、俺に貸せ」と言って代わりに演奏することとなった[2]。櫻井は本作の歌詞は以前から描きたいと思っていた内容であると述べている[37]。
4. 「EMBRYO」
「EMBRYO」（エンブリオ）とは胎児の意味であり、堕胎をテーマにした曲である。櫻井は歌詞についてはあくまでフィクションであり、小説の中の出来事だと考えていると述べているが、インタビュアーから心臓の鼓動や赤子の泣き声などが挿入されているため女性には辛い曲ではないかと問われ、「ヒデエ男ですね、俺（笑）。女の人の方がキますよね、絶対」と述べている[37]。また、歌詞中の「地図」は「ちず」と歌っていないとも述べている[37]。
5. 「"J"」
「J」とは嘗てロンドンを震撼させた猟奇殺人犯、切り裂きジャック (Jack The Ripper) のことである。音を重ねて録音しているため、ライブでは演奏されていない[2]。今井は殺人を犯した男が、「結局あぁまた殺ってしまったって泣いてしまう、狂気の世界がイメージ」であると述べたほか、ロバート・ルイス・スティーヴンソンの小説『ジキル博士とハイド氏』（1885年）のように人間の二面性を表現した歌詞であると述べている[37]。インタビュアーは映画『コレクター』（1965年）を彷彿させると述べている[37]。
6. 「FEAST OF DEMORALIZATION」
本曲はヤガミが初めて作詞を担当しており、ヤガミは櫻井によるエロティックな歌詞を想定した上で3パターンほど制作し、最もまともな詞を採用したと述べている[37]。ヤガミは前作においても作詞を手掛けると言いながらも結局は出来ず、本作にて実現することとなった[37]。櫻井は自身が作詞をしていないことでかえってリラックスしてのびのびと歌うことができたと述べている[37]。
7. 「ANGELIC CONVERSATION」
本曲に関して今井は、TBS系テレビアニメ『海のトリトン』（1972年）から着想を得たと述べ、海に黒い龍と同アニメのような少年がおり、さらに主人公が太陽の下にいるという頭の中に描いた映像から制作された曲であると述べている[37]。今井自身も楽しんで描けた歌詞であると述べたほか、イメージが決まっていたためスムーズに作詞することが出来たとも述べている[37]。
8. 「SILENT NIGHT」
今井がデモテープを日本に忘れてきてしまい、当時はカセットテープに録音していたためにデータ送信も出来ず困惑する事態となったが、今井は「思い出せるから」と述べた後にロンドンでもう一度デモテープを作り直す作業を行った[44]。レコーディングが終了し帰国後、日本に忘れたデモテープを聴いたところ全然違う曲になっていたとヤガミは述べている[13]。本曲はアコースティックな曲を入れたいという櫻井の要望から制作された曲であり、ギターと歌だけというバンドの形態を崩した曲となった[45]。櫻井は当初どのように歌うべきか分からず、様々な歌い方を試した後にかすれた死にそうな声でクライマックスを迎える歌い方を選択することとなった[45]。何度も歌ってしまうと感情が定まらないと考えたことから本曲は1テイクで録音され、櫻井は「感情を殺してまで音程を合わせようと思わなかった」と述べている[45]。
9. 「TABOO」
東京にいた時点ですでに構想として今井がタイトルを決定していた曲であり、櫻井は自身にとって何がタブーとなるのか考えた上で作詞を行った[45]。しかし櫻井は「あなたにとってTABOOとは?」という質問に疑問を呈し、タブーは人ぞれぞれ異なり、また自身が発した言葉に縛られたくないために直接的な言葉で説明したくないと述べた上で、「TABOOは限定するものじゃないと思う」と述べている[45]。また、間奏で「TABOO」という同名の曲が一部引用されている。
10. 「JUST ONE MORE KISS」
メジャー1枚目のシングル曲。記載はされていないがアルバムバージョンになっていて、シングルバージョンに比べて最後のフェードアウトする箇所がより長く収録されている。またヴォーカルが「I want you kill me」と歌い切り、歌うのを止めてから演奏がフェードアウトして終わる。（シングルバージョンではヴォーカルがサビを繰り返し歌い続ける状態でフェードアウトしながら終わる。）
その他の詳細は「JUST ONE MORE KISS」参照。

## スタッフ・クレジット

### BUCK-TICK
- ATSUSHI - ボイス
- HISASHI - ギター、アコースティック・ギター
- HIDE - ギター、アコースティックギター
- Ū-TA - ベース
- TOLL - ドラムス、パーカッション

### 参加ミュージシャン
- フィリップ・ホーガー - キーボード

### スタッフ
- オーウェン・ポール（英語版） - プロデューサー
- BUCK-TICK - プロデューサー（「JUST ONE MORE KISS」のみ）
- ウィル・ゴズリン - レコーディング・エンジニア、リミックス・エンジニア
- ローランド・ハリントン - レコーディング・エンジニア
- マーク・ディアンリー - レコーディング・エンジニア
- 山口州治 - レコーディング・エンジニア、リミックス・エンジニア（「JUST ONE MORE KISS」のみ）
- ヘレン・ウッドワード - アシスタント・エンジニア
- 田中純一（ビクターインビテーション） - ディレクター
- 山崎ジュンコ - レコーディング・コーディネーター
- かじわらけんし - アシスタント
- SHAKING HANDS INC. - アーティスト・マネージメント
- 高木修 - アーティスト・マネージメント
- 枡岡慶彦 - アーティスト・マネージメント
- 浅見繁男 - アーティスト・マネージメント
- 小嶋人志 - アーティスト・マネージメント
- 豊島直己（ビクターインビテーション） - プロモーター

- 古居隆志 - ビジュアル・コーディネーター
- おおのあきこ - ビジュアル・コーディネーター
- サカグチケン - アート・ディレクター
- 北岡一浩 - 写真撮影
- 渡辺さゆり - スタイリスト
- 山浦美香 - ヘアー&メイク・アップ
- 竹内陽子 - ヘアー&メイク・アップ
- スティーヴ・フラッド - スペシャル・サンクス
- マンディー・リーク - スペシャル・サンクス
- スーザン・ラッシュ - スペシャル・サンクス
- M・コットリブ - スペシャル・サンクス
- スー・ジョンソン - スペシャル・サンクス
- ケヴィン・メルヴィル - スペシャル・サンクス
- アラン・ホワイト（英語版） - スペシャル・サンクス
- パール楽器製造 - スペシャル・サンクス
- フェルナンデス - スペシャル・サンクス
- ワークスギャラリー - スペシャル・サンクス
- R.C.P. NISHINO & OMATA - スペシャル・サンクス

## リリース履歴
| No. | 日付          | レーベル                                | 規格     | 規格品番                                  | 最高順位 | 備考                                                                      |
| --- | ------------- | --------------------------------------- | -------- | ----------------------------------------- | -------- | ------------------------------------------------------------------------- |
| 1   | 1989年1月18日 | ビクター音楽産業／Invitation            | LP CT CD | BT-2 (LP) VCF-10390 (CT) VDR-1579 (CD)    | 1位      | CD初回限定版のみピクチャー・レーベル仕様                                  |
| 2   | 2002年9月19日 | ビクターエンタテインメント／HAPPY HOUSE | CD       | VICL-60983（初回盤） VICL-60963（通常盤） | -        | デジタルリマスター盤（監修：比留間整）、初回盤のみボーナストラック2曲収録 |
| 3   | 2007年9月5日  | ビクターエンタテインメント／Invitation  | CD       | VICL-62543                                | -        | デジタルリマスター盤、紙ジャケット仕様                                    |